# سواره‌نظام (فیلم ۱۹۳۶ آمریکا)
سواره‌نظام (انگلیسی: Cavalry) فیلمی در ژانر وسترن به کارگردانی رابرت ان. بردبری است که در سال ۱۹۳۶ منتشر شد.